# Mother's Daughter
Mother's Daughter é uma canção da cantora norte-americana Miley Cyrus. Seu lançamento ocorreu em 11 de junho de 2019, pela RCA Records, como single para seu EP She Is Coming (2019). Foi composta por Cyrus, Alma Miettinen e o produtor da canção, Andrew Wyatt. Os artistas de EDM R3hab, Wuki e White Panda contribuíram para os remixes oficiais. O remix de Wuki concorreu no 62º Grammy Awards como Melhor Gravação Remixada e o videoclipe da faixa recebeu dois troféus no MTV Video Music Awards de 2020.

## Composição
"Mother's Daughter" tem 3 minutos e 39 segundos de duração. Foi escrito por Cyrus, Alma Miettinen eAndrew Wyatt.  No que diz respeito à letra, a música foi descrita como um hino de empoderamento das mulheres. Ele se concentra no forte relacionamento da dupla mãe-filha e faz referência a como a mãe da cantora, Tish Cyrus, disse a ela que ela "conseguiria" cantando: "Eu coloco minhas costas nisso, meu coração nele / Então Eu fiz, sim, eu fiz. "Além disso, Cyrus se descreve como "desagradável e maligna" e explica que ela tem a liberdade de fazer o que deseja: "Não brinque com a minha liberdade / vim buscar-me / sou desagradável, sou mal / Deve estar algo na água ou que eu sou filha da minha mãe", ela canta no refrão.

## Desempenho
Após o lançamento de She Is Coming, "Daughter Daughter" estreou no número 54 da Billboard Hot 100 dos EUA. É a 47ª entrada de Cyrus na parada, e sua maior estreia desde "Adore You", que entrou no número 42 após o lançamento de Bangerz em 2013.

## Vídeo musical
O videoclipe oficial foi lançado em 2 de julho de 2019. Apresenta Cyrus vestindo uma roupa de látex vermelha contra iluminação e estética vermelhas, além de fotos de diversas mulheres, incluindo mulheres com positividade corporal, mulheres negras, mulheres com deficiência, mulheres trans e uma pessoa não-binária usando pronomes "they" e "them", sentando e posando em lugares diferentes. A mãe de Cyrus, Tish, faz uma aparição no vídeo. O vídeo também mostra cenas de nudez e tem sinais feministas piscando na tela em intervalos aleatórios. O vídeo é apresentado no formato de proporção 4:3.
No MTV Video Music Awards 2020, o clipe recebeu os prêmios de Melhor Edição e Melhor Direção de Arte.

## Históricos de lançamentos
| Região | Data                | Versão            | Formato                    | Gravadora | Ref.   |
| ------ | ------------------- | ----------------- | -------------------------- | --------- | ------ |
| Itália | 7 de junho de 2019  | Versão original   | Contemporary hit radio     | RCA       | [ 10 ] |
| Mundo  | 11 de junho de 2019 | Versão original   | Download digital streaming | RCA       | [ 11 ] |
| Mundo  | 2 de agosto de 2019 | Remix de R3hab    | Download digital streaming | RCA       | [ 12 ] |
| Mundo  | 2 de agosto de 2019 | Remix de Wuki     | Download digital streaming | RCA       | [ 13 ] |
| Mundo  | 9 de agosto de 2019 | White Panda Remix | Download digital streaming | RCA       | [ 14 ] |

## Certificações
| País      | Certificador | Certificação |
| --------- | ------------ | ------------ |
| Austrália | ARIA         | Ouro         |
| Polónia   | ZPAV         | Platina      |